# بوب شارب (لاعب كرة قدم)
بوب شارب (بالإنجليزية: Bob Sharp)‏ هو لاعب كرة قدم بريطاني، (ولد في برادفورد في المملكة المتحدة أكتوبر 1894  م).

## وصلات خارجية
- بوب شارب على موقع Soccerbase.com (مدرب) (الإنجليزية)